# Maechidius vicinus
Maechidius vicinus är en skalbaggsart som beskrevs av Heller 1914. Maechidius vicinus ingår i släktet Maechidius och familjen Melolonthidae. Inga underarter finns listade i Catalogue of Life.